# Кетерме (Абды Суеркуловский айылный аймак)
Кетерме (кирг. Көтөрмө) — село в Токтогульском районе Джалал-Абадской области Кыргызстана. Входит в состав Абды Суеркуловского айылного аймака.

## География
Село расположено в северной части области, к северу от Токтогульского водохранилища, на расстоянии приблизительно 10 километров (по прямой) к востоку от города Токтогула, административного центра района. Абсолютная высота — 1039 метров над уровнем моря.

## Население
Согласно оценочным данным Национального статистического комитета Кыргызской Республики, численность населения села на начало 2023 года составляла 1672 человека.
| год     | 2009 | 2014 | 2015 | 2020 | 2021 | 2023 |
| ------- | ---- | ---- | ---- | ---- | ---- | ---- |
| человек | 1177 | 1627 | 1609 | 1761 | 1793 | 1672 |